# Silvado (1866)
El monitor encorazado Silvado fue un navío de la Armada del Imperio del Brasil que sirvió en la Guerra de la Triple Alianza. 

## Historia
Primera embarcación de la marina brasileña en llevar ese nombre en homenaje al teniente 1° Américo Brasílio Silvado, comandante del encorazado Rio de Janeiro, muerto a bordo frente al Fuerte de Curuzú cuando un torpedo hizo impacto en su buque el 2 de septiembre de 1866.
Construida en los astilleros L'Ocean, de Burdeos, Francia para Paraguay con el nombre Némesis, tras escalas en Rochefort, Lisboa, Tenerife y São Vicente, el Silvado arribó a Recife el 25 de agosto de 1866 y tras pasar a Río de Janeiro se incorporó a la armada imperial al mando del capitán teniente Manuel Antônio Vital de Oliveira.
Era un buque impulsado por dos máquinas de vapor Mazelini con una potencia de 200 HP que accionaban dos hélices y le permitían alcanzar una velocidad máxima de 10 nudos. 
Su eslora era de 66 m, manga de 14 m, puntal de 3.40 m y un calado de 2.30 m, con un desplazamiento de 2350 t. 
Montaba 2 cañones de 68 en torres y dos de 32. 
Destinado de inmediato al frente de la Guerra del Paraguay, tuvo una destacada participación del forzamiento del paso de Curupayty.

### Paso de Curupayty

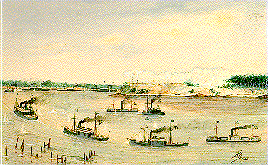
Pasaje de Curupayty: en el centro el Tamandaré y el Silvado que maniobra para remolcarlo.

Finalizada la Batalla de Curuzú (3 de septiembre de 1866) la flota aliada, fundamentalmente unidades de la Marina de Brasil, se concentró frente al fuerte capturado controlando el curso inferior del Río Paraguay y alistándose para el asalto a la siguiente posición paraguaya cerrando el camino a Asunción del Paraguay, el Fuerte de Curupayty.
Tras la sangrienta e infructuosa Batalla de Curupayty (22 de septiembre de 1866) siguió un largo período de inactividad. 
El nuevo Ministro de Marina Afonso Celso de Assis Figueiredo dispuso el relevo del almirante Tamandaré y su reemplazo por el vicealmirante Joaquim José Inácio de Barros, futuro vizconde de Inhauma, mientras que el mariscal de Caxias era nombrado comandante en jefe del ejército y armada brasileños.
El 2 de febrero de 1867 el Silvado bombardeó el Fuerte de Curupayty y Lago Pires. En ese combate fue mortalmente herido su comandante Vital de Oliveira.
Bartolomé Mitre que se había visto obligado por las guerras civiles a ausentarse en febrero de 1867, se reintegró al frente el 1 de agosto y presionó para forzar el paso de Curupayty mientras el ejército cerraba el cerco por tierra. El almirante brasileño consideraba la operación en extremo arriesgada por temor a las baterías paraguayas e innecesaria por juzgar que el flanqueo y cerco terrestre serían suficientes. 
Mitre impuso finalmente su posición dejando al arbitrio del almirante la organización y ejecución de la operación. 
Inácio designó para forzar el pasaje a los encorazados Brasil (buque insignia), Tamandaré, Colombo, Mariz e Barros, Cabral, Barroso, Herval, Silvado y Lima Barros, llevando a remolque las chatas acorazadas Cuevas, Lindóia y Riachuelo. 
Una segunda división compuesta por las cañoneras Ipiranga, Yguatemy, Majé, Parnahyba, Beberibé y Recife, y  las bombarderas Pedro Afonso y Forte de Coimbra ocuparían la posición inicial de los encorazados y bombardearían las baterías de Curupayty cubriendo el avance. 
En las primeras horas de la mañana del 15 de agosto de 1867, la segunda división inició el bombardeo, dejando caer sobre las fortificaciones de Curupayty 665 proyectiles de artillería pesada. A las 6:00 la división encabezada por el Brasil levó anclas y marchó aguas arriba sin preocuparse de las descargas de la artillería y fusilería paraguayas.
Las bajas y daños fueron escasos. El más afectado fue el Tamandaré cuando una bala perforó el condensador de su máquina dejándolo inerte frente a las baterías paraguayas. El Silvado lo tomó a remolque, operación que se efectuó bajo el fuego concentrado enemigo. Entre los heridos de gravedad se encontraba el comandante del Tamandaré, capitán de fragata Elisiário José Barbosa.
Después de dos horas la división imperial había forzado exitosamente el paso y echaba anclas entre la fortaleza de Curupayty y la de Humaitá formando en dos líneas, la de vanguardia compuesta por el Silvado, Cabral, Lima Barros y Barroso y dando frente a Curupayty el Tamandaré, Colombo, Brasil, Herval y Mariz e Barros.

### Paso de Humaitá

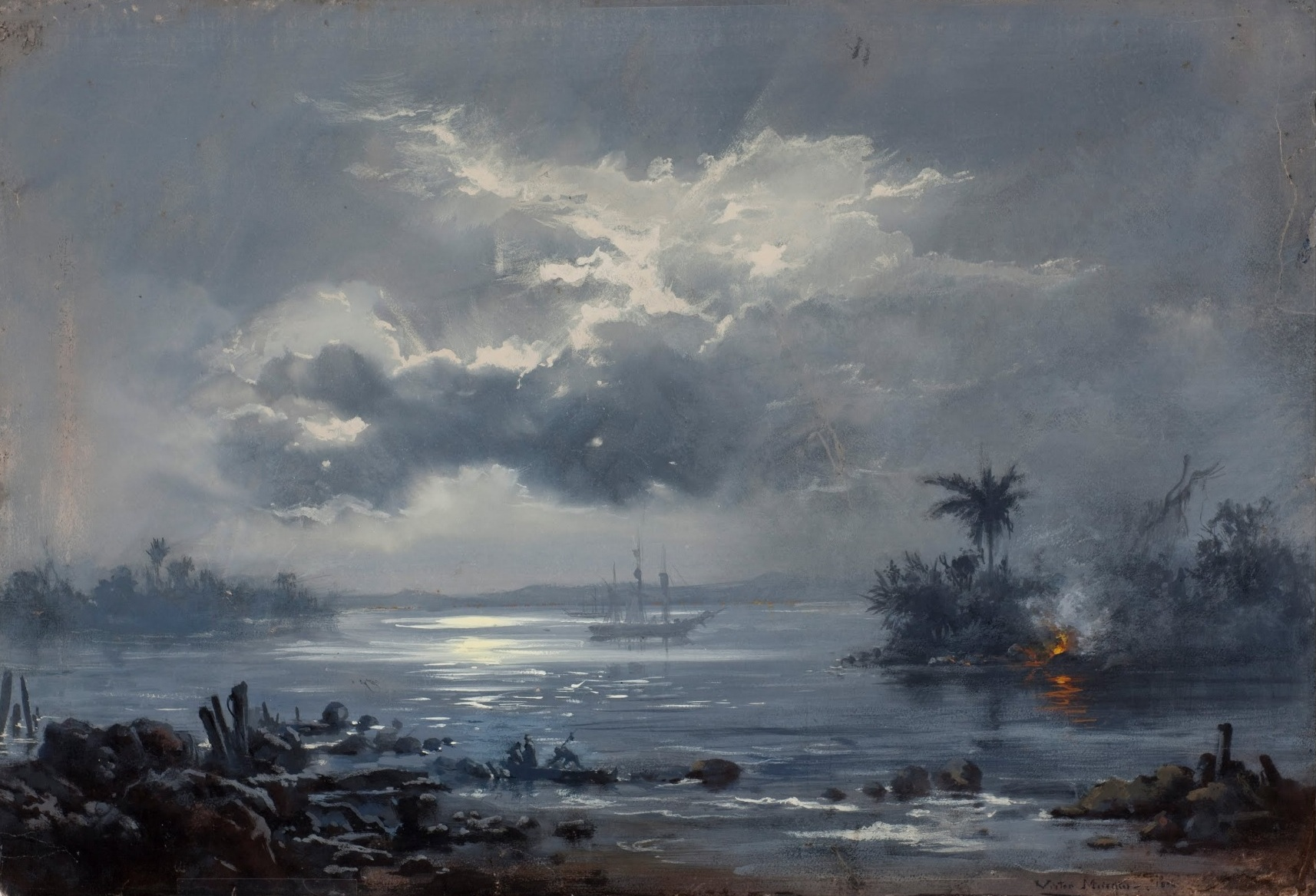
Pasaje de Humaitá

Tras el Paso de Curupayty (agosto de 1867) la escuadra aliada había quedado dividida. Entre el Fuerte de Curupayty y la Fortaleza de Humaitá permanecía la división de encorazados brasileños que había forzado el pasaje bombardeando sistemáticamente las posiciones enemigas y, sitiando Curupayty, el resto de la escuadra. 
La división avanzada mantenía su posición formando en dos líneas, la de vanguardia compuesta por el Silvado, Cabral, Lima Barros y Barroso y dando frente a Curupayty el Tamandaré, Colombo, Brasil, Herval y Mariz e Barros.
La partida de Bartolomé Mitre, principal impulsor del cruce, había prolongado la situación hasta que en febrero de 1868 el almirante Joaquim José Inácio de Barros recibió órdenes del ministro de marina Ouro Preto de forzar el pasaje de Humaitá.
Aprovechando la noche del 18 de febrero, integrando la 3.ª División Naval al mando del capitán de mar y guerra Delfim Carlos de Carvalho, futuro almirante y barón del Pasaje, junto a los monitores Pará, Rio Grande do Sul y Alagoas forzó el paso de Curupayty enfrentando durante una hora el fuego de los 22 cañones paraguayos que permanecían aún en esa posición 
A las 00:30 del 19 de febrero de 1868 se reunió con los restantes buques de la 3.ª División Naval para forzar el pasaje de Humaitá.
El pasaje fluvial que allí describía una curva especialmente cerrada y arrimada a la costa paraguaya, estaba defendido también por varias líneas de torpedos o "máquinas infernales" y por tres cadenas de pulgada y media de espesor, sostenidas por diez lanchones.
Como preparación al pasaje, el encorazado Silvado, al mando del capitán de fragata José da Costa Azevedo, recibió órdenes de destruir las chatas que sostenían las cadenas que obstruían el canal del río. La operación fue realizada con éxito y las cadenas quedaron muy por debajo del nivel del agua, con lo que teniendo en cuenta la creciente del Río Paraguay en esa época, los buques de la escuadra podrían pasar sobre ellas sin el menor obstáculo.
Mientras el grueso de la escuadra brasileña iniciaba un violento bombardeo de distracción sobre Humaitá, en combinación con un ataque sobre el Reducto Cierva, posición fortificada situada en la ribera opuesta que cruzaba sus fuegos con la de Humaitá, una división reducida al mando de Delfim Carlos de Carvalho inició el pasaje de Humaitá con los encorazados Barroso, Bahía (buque insignia) y Tamandaré que llevarían apareados a babor a los monitores Rio Grande,  Alagoas y Pará.
El pasaje se realizaría con éxito y escasos daños, confirmando como infundados los temores del mando brasileño y, tras el inmediato pasaje de los puntos fortificados en Timbó y Laurel, abriría el camino al bombardeo de Asunción. El historiador Joaquim Nabuco afirmaría que "El paso de Curupayty (15 de agosto de 1867), una serie de victorias parciales y, sobre todo, el gran suceso del paso de Humaitá, son como rayo de luz en esta larga noche de ansiedades".

### Acciones posteriores
El 1 de octubre de 1868, junto a los encorazados Bahia, Barroso y Tamandaré, el Silvado forzó sin inconvenientes el paso artillado de Angostura y desembarcaron sus tropas en San Antonio donde permanecieron en espera de la división que avanzaba por el Chaco, la cual arribó el 4 de diciembre.
El 16 y el 19 de diciembre volvió a forzar el paso de Angostura para abastecer las tropas aliadas.
A mediados de mayo apoyó las operaciones de las tropas al mando del brigadier general José Antônio Corrêa da Câmara en Villa del Rosario.